# Amahuaka corniger
Amahuaka corniger är en insektsart som beskrevs av Nielson 1995. Amahuaka corniger ingår i släktet Amahuaka och familjen dvärgstritar. Inga underarter finns listade i Catalogue of Life.